# Une vie de chien (téléfilm)
Pour les articles homonymes, voir Une vie de chien.
Une vie de chien ou Dog Story, est un téléfilm italien réalisé par Tiziana Aristarco et diffusé en 2002.

## Fiche technique
- Titre : Une vie de chien
- Titre original : Il destino ha 4 zampe
- Ralisation : Tiziana Aristarco
- Scénario : Stefano Sudriè
- Durée : 90 min
- Pays : Italie

## Distribution
- Lino Banfi : Giuseppe Pardi
- Nino Frassica : Romeo
- Rosa Pianeta : Marta
- Michela Noonan
- Edoardo Baietti : Carlo
- Antonio Carraro
- Mauro Pinovano
- Vincent Riotta (en)
- Anita Zagaria
- Gianni Franco
- Stefano Ambrogi
- Mario Lucarelli
- Ulderico Pesce
- Carlo Ragone
- Fabrizio Sabatucci
- Annalisa Favetti
- Antonio Andreottola
- Claudio Beccaria
- Gianfranco Busseti
- Cesare Butteroni
- Dylan Colombaioni
- Margherita Peruzzo
- Monica Piseddu
- Giancarlo Rosan
- Fabiana Tardiola